# Zielonki (Petite Pologne)
Pour les articles homonymes, voir Zielonki.
Zielonki est un village de Pologne, situé dans le gmina de Zielonki (dont elle est le siège), dans le Powiat de Cracovie, dans la voïvodie de Petite-Pologne.

## Source
- (en) Cet article est partiellement ou en totalité issu de l’article de Wikipédia en anglais intitulé « Zielonki, Lesser Poland Voivodeship » (voir la liste des auteurs).